# Antonio de la Torre Martín
Antonio Jesús de la Torre Martín (Málaga; 18 de enero de 1968) es un actor y periodista español ganador de dos Premios Goya por sus papeles en AzulOscuroCasiNegro y El reino. Con catorce nominaciones, es el actor que más nominaciones tiene en la historia de los Premios Goya.

## Biografía
Antonio de la Torre se licenció en Periodismo pero siempre tuvo claro que se quería dedicar a la interpretación. Trabajó tanto en Canal Sur Radio presentando los informativos deportivos del fin de semana como en Canal Sur Televisión. Durante esta última etapa profesional estuvo viajando periódicamente a Madrid para seguir diversos cursos de interpretación y estudiar en la escuela de Cristina Rota.
El primer papel que interpretó en el cine fue en Los peores años de nuestra vida (1994), de Emilio Martínez-Lázaro. En televisión le llegó el éxito en la miniserie Padre Coraje haciendo el papel de «El Loren» aunque también había participado en Lleno, por favor, serie de éxito interpretada por Alfredo Landa, en Antena 3. En la misma interpretaba a Pelopincho, el amigo punki de Micky Molina.
Es uno de los actores habituales en cortometrajes españoles, entre ellos, los primeros realizados por el director Daniel Sánchez Arévalo, —Profilaxis o Física II— quien posteriormente contaría con él para uno de los papeles principales en su primera película, AzulOscuroCasiNegro (2006), gracias a la cual ganó el Goya al mejor actor secundario en 2007.
Otro de sus directores habituales es Álex de la Iglesia, que ha contando con él en la mayoría de sus películas —Muertos de risa en 1999, La comunidad en 2000, ...— como secundario, pero fue en 2010 cuando hizo su primer papel protagonista con el director bilbaíno en la película Balada triste de trompeta, obteniendo una nominación a los Goya.
En 2009 protagonizó la segunda película de Sánchez Arévalo, Gordos, una comedia sobre los excesos y las deficiencias de la vida y sobre nuestras inseguridades. De la Torre tuvo que engordar 33 kilos para dar vida a su personaje, Enrique. Por este papel fue recompensado con su segunda nominación a los Goya.
En los años siguientes participó en varias películas, entre las que destaca La isla interior (2009), Lope (2010), una historia biográfica de Lope de Vega, y Primos (2011), de nuevo con Daniel Sánchez Arévalo. 
En diciembre de 2008 protagonizó su primer montaje teatral en una producción del Centro Dramático Nacional: La taberna fantástica, de Alfonso Sastre y dirigida por Gerardo Malla.
En 2012, es nominado doblemente a los Goya como mejor actor protagonista y de reparto por sus papeles en Grupo 7 e Invasor no consiguiendo ninguno de los dos. En 2016 protagonizó la ópera prima como director de Raúl Arévalo, Tarde para la ira.
En 2018 protagoniza, junto a Mónica López, El reino, dirigida por Rodrigo Sorogoyen donde recibió el premio Goya al mejor actor protagonista en la 33.ª edición de los Premios Goya, el 2 de febrero de 2019, por su interpretación de Manuel.
En febrero de 2020 se le otorgó la Medalla de Andalucía. En enero de 2023 es nombrado alumno ilustre de la Universidad Complutense de Madrid por votación. En las elecciones generales de España de 2023, formó parte de la lista de Sumar por Málaga al Congreso de los Diputados.

## Filmografía

### Largometrajes

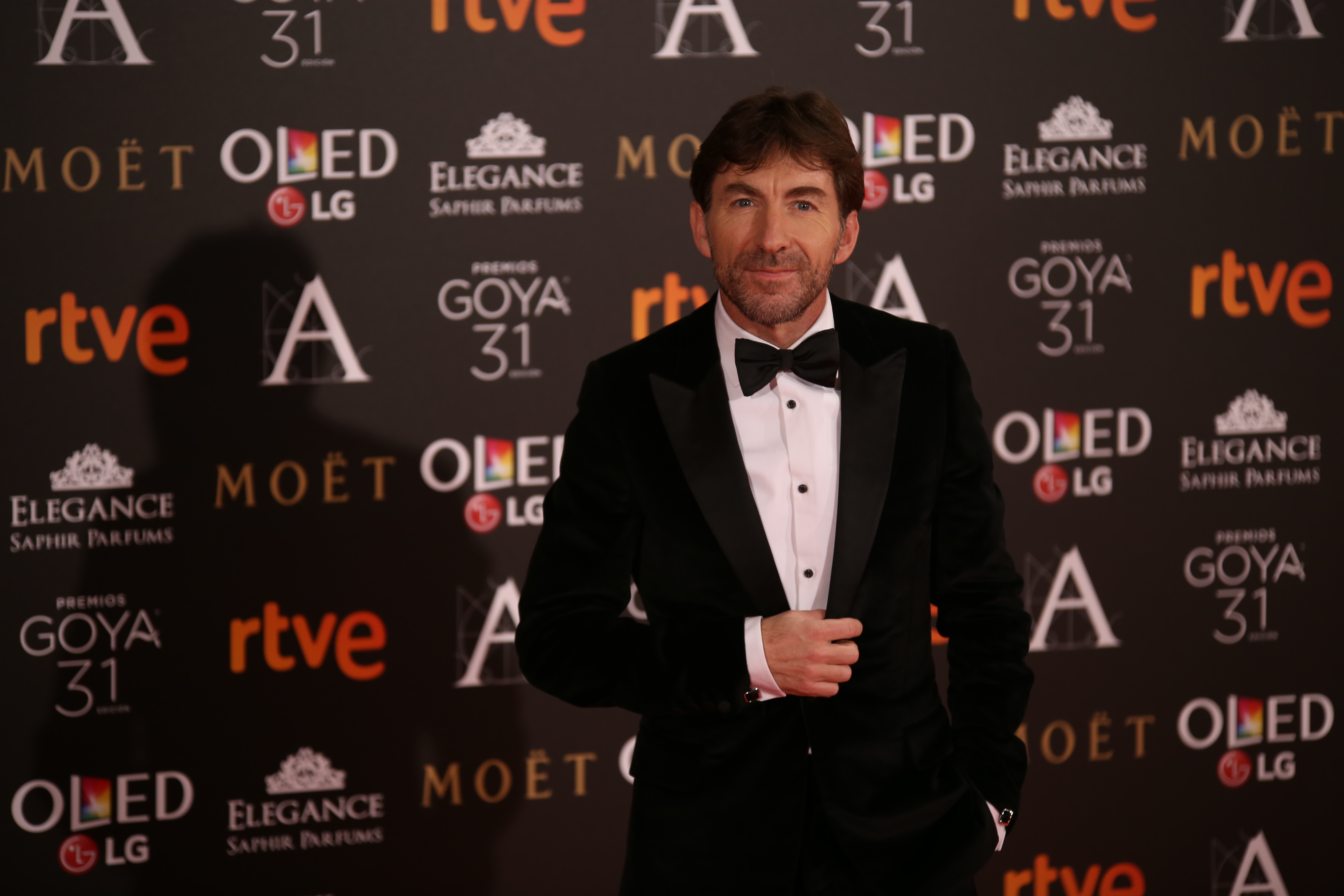
Antonio de la Torre en los Premios Goya 2017

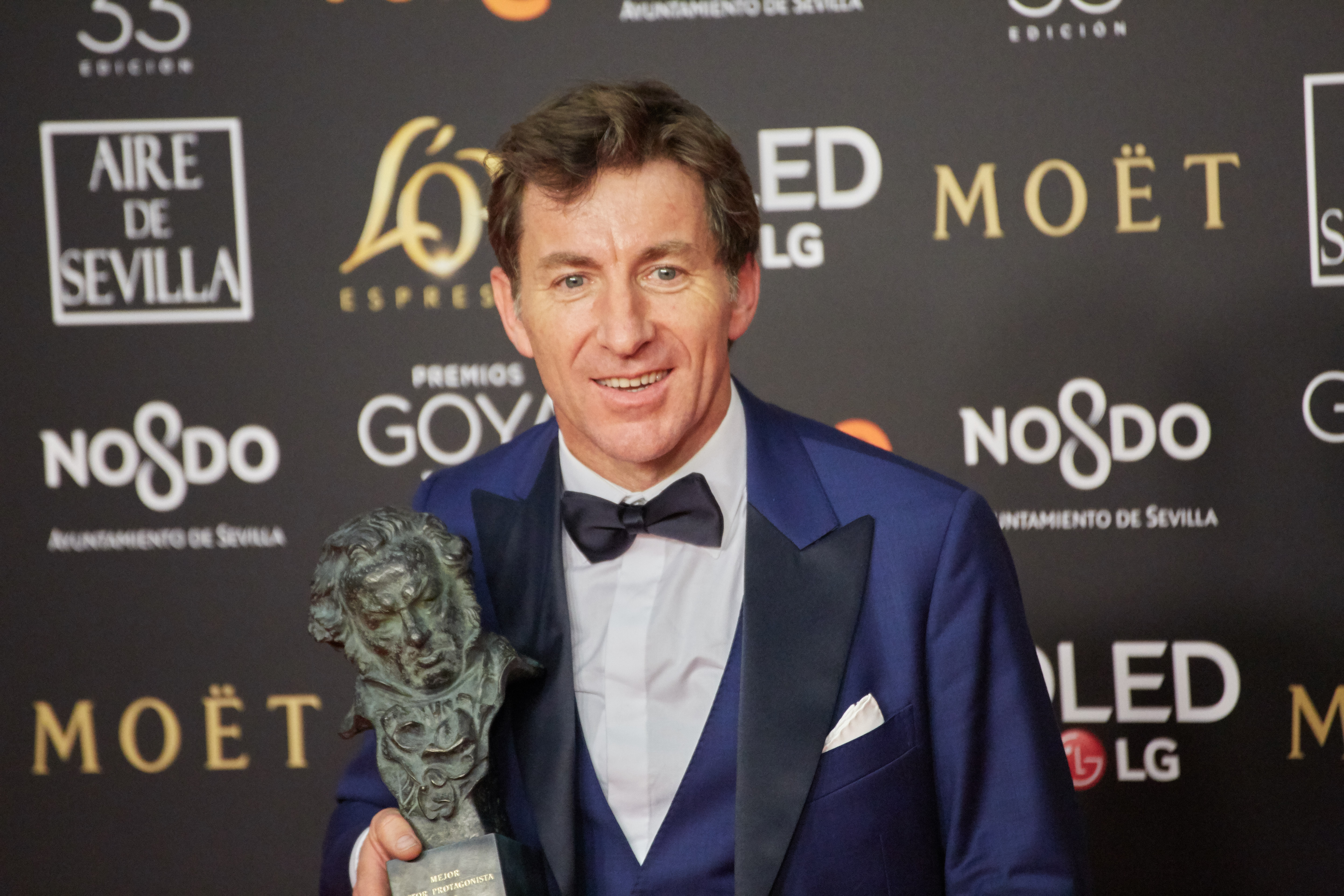
Antonio de la Torre en los Premios Goya 2019

| Año  | Título                                           | Personaje                   | Dirección                                     |
| ---- | ------------------------------------------------ | --------------------------- | --------------------------------------------- |
| 2025 | Sacamantecas                                     | Juan Díaz de Garayo         | David Pérez Sañudo                            |
| 2024 | Los destellos                                    | Ramón                       | Pilar Palomero                                |
| 2024 | Padre no hay más que uno 4                       | Rodrigo                     | Santiago Segura                               |
| 2024 | Tratamos demasiado bien a las mujeres            | Doce                        | Clara Bilbao                                  |
| 2023 | La contadora de películas                        | Medardo                     | Lone Scherfig                                 |
| 2022 | Historias para no contar                         | Carlos                      | Cesc Gay                                      |
| 2022 | Entre la vida y la muerte                        | Leo Castañeda               | Giordano Gederlini                            |
| 2022 | El mundo es vuestro                              | Guardia Civil Moto          | Alfonso Sánchez                               |
| 2020 | Chasing Wonders                                  | Felipe                      | Paul Meins                                    |
| 2020 | Madrid, int.                                     | El mismo                    | Juan Cavestany                                |
| 2019 | El plan                                          | Paco                        | Polo Menárguez                                |
| 2019 | La trinchera infinita                            | Higinio Blanco              | Aitor Arregi, Jon Garaño, Jose Mari Goenaga   |
| 2018 | Tiempo después                                   | Padre Miñarro               | José Luis Cuerda                              |
| 2018 | El reino                                         | Manuel López-Vidal          | Rodrigo Sorogoyen                             |
| 2018 | La noche de 12 años                              | José Mujica                 | Álvaro Brechner                               |
| 2017 | Aurora Borealis: Északi fény                     | Antonio                     | Márta Mészáros                                |
| 2017 | El autor                                         | Juan                        | Manuel Martín Cuenca                          |
| 2017 | Abracadabra                                      | Carlos López                | Pablo Berger                                  |
| 2016 | Que Dios nos perdone                             | Velarde                     | Rodrigo Sorogoyen                             |
| 2016 | Tarde para la ira                                | José                        | Raúl Arévalo                                  |
| 2015 | Mi gran noche                                    | Sergio                      | Álex de la Iglesia                            |
| 2015 | Hablar                                           | El Gitano                   | Joaquín Oristrell                             |
| 2015 | Felices 140                                      | Juan                        | Gracia Querejeta                              |
| 2015 | United Passions                                  | Enrique Buero               | Frédéric Auburtin                             |
| 2015 | Teresa                                           | Fernando de Valdés          | Jorge Dorado                                  |
| 2014 | La isla mínima                                   | Rodrigo                     | Alberto Rodríguez                             |
| 2013 | La gran familia española                         | Adán Montero                | Daniel Sánchez Arévalo                        |
| 2013 | Caníbal                                          | Carlos                      | Manuel Martín Cuenca                          |
| 2013 | Gente en sitios                                  | El que no Sabe Beber        | Juan Cavestany                                |
| 2013 | Los amantes pasajeros                            | Álex Acero                  | Pedro Almodóvar                               |
| 2012 | Invasor                                          | Diego                       | Daniel Calparsoro                             |
| 2012 | Grupo 7                                          | Rafael                      | Alberto Rodríguez                             |
| 2011 | La chispa de la vida                             | Kiko Segura                 | Álex de la Iglesia                            |
| 2011 | Clara Campoamor: La mujer olvidada               | Antonio García              | Laura Mañá                                    |
| 2011 | Primos                                           | Bachi                       | Daniel Sánchez Arévalo                        |
| 2010 | Carne de neón                                    | Santos                      | Paco Cabezas                                  |
| 2010 | Dispongo de barcos                               | El de la corbata            | Juan Cavestany                                |
| 2010 | La mitad de Óscar                                | Taxista                     | Manuel Martín Cuenca                          |
| 2010 | Balada triste de trompeta                        | Sergio                      | Álex de la Iglesia                            |
| 2010 | Lope                                             | Juan                        | Andrucha Waddington                           |
| 2009 | La isla interior                                 | Iván                        | Dunia Ayaso, Félix Sabroso                    |
| 2009 | Gordos                                           | Enrique                     | Daniel Sánchez Arévalo                        |
| 2008 | Los años desnudos (Clasificada S)                | Marcos Viela                | Dunia Ayaso, Félix Sabroso                    |
| 2008 | Retorno a Hansala                                | Antonio                     | Chus Gutiérrez                                |
| 2008 | Una palabra tuya                                 | Morsa                       | Ángeles González Sinde                        |
| 2008 | Che: Guerrilla                                   | Lieutenant Carlos Fernández | Steven Soderbergh                             |
| 2008 | El tesoro                                        | Manuel                      | Manuel Martín Cuenca                          |
| 2008 | Cobardes                                         | Joaquín                     | José Corbacho, Juan Cruz                      |
| 2007 | El prado de las estrellas                        | Ramiro                      | Mario Camus                                   |
| 2007 | Salir pitando                                    | Juanfran                    | Álvaro Fernández Armero                       |
| 2007 | Mataharis                                        | Sergio                      | Icíar Bollaín                                 |
| 2007 | ¿Y a mí quién me cuida?                          | Antonio                     | Ángeles González Sinde                        |
| 2006 | La máquina de bailar                             | Fredajos                    | Óscar Aibar                                   |
| 2006 | Películas para no dormir: La habitación del niño | Operario                    | Álex de la Iglesia                            |
| 2006 | Azuloscurocasinegro                              | Antonio Mateo               | Daniel Sánchez Arévalo                        |
| 2006 | Volver                                           | Paco                        | Pedro Almodóvar                               |
| 2005 | Libre de familia                                 | Ramón                       | Ricard Figueras                               |
| 2005 | La noche del hermano                             | Alcalde                     | Santiago García de Leániz                     |
| 2005 | El calentito                                     | Técnico                     | Chus Gutiérrez                                |
| 2004 | El asombroso mundo de Borjamari y Pocholo        | Richy                       | Juan Cavestany, Enrique López Lavigne         |
| 2004 | El 7.º día                                       | Cabo Guardia Civil          | Carlos Saura                                  |
| 2003 | Te doy mis ojos                                  | Hombre en terapia           | Icíar Bollaín                                 |
| 2003 | Días de fútbol                                   | Chico Coro 2                | David Serrano                                 |
| 2003 | El oro de Moscú                                  | José Antoñín                | Jesús Bonilla                                 |
| 2003 | Una pasión singular                              | Martínez Luna               | Antonio Gonzalo                               |
| 2002 | Asalto informático                               | Técnico                     | Miguel Ángel Carrasco                         |
| 2002 | El robo más grande jamás contado                 | Ángel                       | Daniel Monzón                                 |
| 2002 | Poniente                                         | Paquito                     | Chus Gutiérrez                                |
| 2002 | X                                                | Dueño Pub                   | Luis Marías                                   |
| 2001 | Manolito Gafotas en ¡Mola ser jefe!              | Tomás                       | Joan Potau                                    |
| 2001 | Torrente 2: Misión en Marbella                   | Concejal                    | Santiago Segura                               |
| 2000 | La comunidad                                     | Quique                      | Álex de la Iglesia                            |
| 2000 | San Bernardo                                     | Voluntario                  | Joan Potau                                    |
| 1999 | El corazón del guerrero                          | Agente Pellizer             | Daniel Monzón                                 |
| 1999 | Flores de otro mundo                             | Camionero                   | Icíar Bollaín                                 |
| 1999 | Muertos de risa                                  | Policía Cárcel              | Álex de la Iglesia                            |
| 1999 | Entre las piernas                                | Empleado parking            | Manuel Gómez Pereira                          |
| 1998 | Torrente: El brazo tonto de la ley               | Rodrigo                     | Santiago Segura                               |
| 1998 | Insomnio                                         | Asistente 1                 | Chus Gutiérrez                                |
| 1997 | Carreteras secundarias                           | Guardia Civil 2             | Emilio Martínez Lázaro                        |
| 1996 | Más que amor, frenesí                            | Camarero                    | Alfonso Albacete, Miguel Bardem, David Menkes |
| 1996 | Corsarios del chip                               | Guardia Aduana              | Rafael Alcázar                                |
| 1995 | Hola, ¿estás sola?                               | Joven                       | Icíar Bollaín                                 |
| 1995 | El día de la bestia                              | Tipo Dependiente            | Álex de la Iglesia                            |
| 1995 | Belmonte                                         | Obrero Tablada              | Juan Sebastián Bollaín                        |
| 1995 | Morirás en Chafarinas                            | Telefonista                 | Pedro Olea                                    |
| 1995 | Cuernos de mujer                                 | Taxista 1                   | Enrique Urbizu                                |
| 1994 | Los peores años de nuestra vida                  | Periodista 3                | Emilio Martínez Lázaro                        |

### Cortometrajes
| Año  | Título                                   | Personaje                  | Dirección                      |
| ---- | ---------------------------------------- | -------------------------- | ------------------------------ |
| 2020 | Black Bass                               | Pedro                      | Rakesh B. Narwani              |
| 2019 | El caso de los intocables                | Lobezno                    | Carlos Martín-Peñasco          |
| 2018 | Campofrío: La tienda LOL                 | Vendedor                   | Daniel Sánchez Arévalo         |
| 2014 | Inquilinos                               | Técnico del gas            | Jaume Balagueró                |
| 2011 | El barco pirata                          | Vigilante                  | Fernando Trullols              |
| 2010 | Una caja de botones                      | Andrés                     | María Reyes Arias              |
| 2007 | El último golpe                          | Felipe                     | Juan Cavestany, David Serrano  |
| 2007 | Pene                                     | Antonio                    | Daniel Sánchez Arévalo         |
| 2007 | Traumalogía                              | Antonio                    | Daniel Sánchez Arévalo         |
| 2007 | El amor existe porque el tiempo se agota | Último hombre en la Tierra | Daniel Sánchez Arévalo         |
| 2006 | Tocata y fuga                            | Motorista                  | Álex O'Dogherty                |
| 2006 | En el hoyo                               | Pedro                      | David Martín de los Santos     |
| 2005 | Otra vida                                | Marido                     | Juana Macías                   |
| 2004 | Física II                                | Guardia de seguridad       | Daniel Sánchez Arévalo         |
| 2003 | Profilaxis                               | Pedro Pérez                | Daniel Sánchez Arévalo         |
| 2000 | Postales de la India                     | Enrique                    | Juanjo Díaz Polo               |
| 2000 | Amores que matan                         | Hombre en terapia          | Icíar Bollaín                  |
| 1999 | Hombres sin mujeres                      | Luis                       | Manuel Martín Cuenca           |
| 1998 | 9'8m/s²                                  | Ángel                      | Alfonso Amador, Nicolás Méndez |

### Series de Televisión
| Año        | Título                             | Personaje               | Canal              |
| ---------- | ---------------------------------- | ----------------------- | ------------------ |
| 2022       | Las de la última fila              | Antonio                 | Netflix            |
| 2020       | La princesa de España              | King Ferdinand          | HBO Max            |
| 2020       | La línea invisible                 | Melitón Manzanas        | Movistar+          |
| 2018       | El Continental                     | Juan                    | La 1               |
| 2017       | Perdóname, Señor                   | El Rojo                 | Telecinco          |
| 2016       | El infiltrado                      | Juan Apóstol            | Amazon Prime Video |
| 2007       | Aída                               | Roberto                 | Telecinco          |
| 2000, 2006 | El comisario                       | Inspector Cajuna / Tony | Telecinco          |
| 2005       | Maneras de sobrevivir              |                         | Telecinco          |
| 2004       | Los 80                             | Fernando                | Telecinco          |
| 2003       | Café Express                       | Juan Carlos             | Telecinco          |
| 2003       | Código fuego                       | Bala                    | Antena 3           |
| 2002       | Padre coraje                       | El Loren                | Antena 3           |
| 2002       | Hospital Central                   | Francisco Montero       | Telecinco          |
| 1999       | La casa de los líos                | Velázquez               | Antena 3           |
| 1998       | La vida en el aire                 | Ats                     | La 2               |
| 1997       | Médico de familia                  | Antonio                 | Telecinco          |
| 1997       | Blasco Ibáñez                      | Tonet                   | La 1               |
| 1997       | Este es mi barrio                  | Empleado gasolinera     | Antena 3           |
| 1996       | Turno de oficio: Diez años después | Santiago                | La 1               |
| 1994, 1996 | Canguros                           | Salvador                | Antena 3           |
| 1994       | Los ladrones van a la oficina      | Parado en el atasco     | Antena 3           |
| 1994       | Hermanos de leche                  |                         | Antena 3           |
| 1993, 1994 | Lleno, por favor                   | Pelopincho              | Antena 3           |

## Teatro
- Grooming (2012)
- La taberna fantástica (2008)
- Un hombre de paso (2022) Estrenada en el teatro Lope de Vega de Sevilla

## Radio
- Canal Sur Radio
- Cadena SER
- Radio Nacional de España, Radio 5

## Premios y candidaturas
Premios Goya
| Año  | Categoría                                   | Película                  | Resultado |
| ---- | ------------------------------------------- | ------------------------- | --------- |
| 2006 | Mejor interpretación masculina de reparto   | AzulOscuroCasiNegro       | Ganador   |
| 2009 | Mejor interpretación masculina protagonista | Gordos                    | Nominado  |
| 2010 | Mejor interpretación masculina protagonista | Balada triste de trompeta | Nominado  |
| 2012 | Mejor interpretación masculina protagonista | Grupo 7                   | Nominado  |
| 2012 | Mejor interpretación masculina de reparto   | Invasor                   | Nominado  |
| 2013 | Mejor interpretación masculina protagonista | Caníbal                   | Nominado  |
| 2013 | Mejor interpretación masculina de reparto   | La gran familia española  | Nominado  |
| 2014 | Mejor interpretación masculina de reparto   | La isla mínima            | Nominado  |
| 2016 | Mejor interpretación masculina protagonista | Tarde para la ira         | Nominado  |
| 2017 | Mejor interpretación masculina protagonista | Abracadabra               | Nominado  |
| 2017 | Mejor interpretación masculina de reparto   | El autor                  | Nominado  |
| 2018 | Mejor interpretación masculina de reparto   | La noche de 12 años       | Nominado  |
| 2018 | Mejor interpretación masculina protagonista | El reino                  | Ganador   |
| 2019 | Mejor interpretación masculina protagonista | La trinchera infinita     | Nominado  |
| 2025 | Mejor actor de reparto                      | Los destellos             | Nominado  |

Premios de la Unión de Actores
| Año  | Categoría                        | Trabajo                  | Resultado |
| ---- | -------------------------------- | ------------------------ | --------- |
| 2006 | Mejor actor secundario de cine   | AzulOscuroCasiNegro      | Ganador   |
| 2007 | Mejor actor de reparto de cine   | Mataharis                | Nominado  |
| 2009 | Mejor actor protagonista de cine | Gordos                   | Nominado  |
| 2010 | Mejor actor de reparto de cine   | Lope                     | Ganador   |
| 2011 | Mejor actor de reparto de cine   | Primos                   | Ganador   |
| 2012 | Mejor actor protagonista de cine | Grupo 7                  | Ganador   |
| 2013 | Mejor actor protagonista de cine | Caníbal                  | Ganador   |
| 2013 | Mejor actor secundario de cine   | La gran familia española | Nominado  |
| 2014 | Mejor actor de reparto de cine   | La isla mínima           | Nominado  |

Medallas del Círculo de Escritores Cinematográficos
| Año  | Categoría              | Película              | Resultado |
| ---- | ---------------------- | --------------------- | --------- |
| 2008 | Mejor actor secundario | Una palabra tuya      | Ganador   |
| 2012 | Mejor actor            | Grupo 7               | Ganador   |
| 2012 | Mejor actor secundario | Invasor               | Nominado  |
| 2013 | Mejor actor            | Caníbal               | Ganador   |
| 2014 | Mejor actor secundario | La isla mínima        | Nominado  |
| 2018 | Mejor actor            | El reino              | Ganador   |
| 2019 | Mejor actor            | La trinchera infinita | Nominado  |
| 2024 | Mejor actor secundario | Los destellos         | Ganador   |

Premios Sant Jordi de Cine
| Año  | Categoría                        | Película                  | Resultado |
| ---- | -------------------------------- | ------------------------- | --------- |
| 2010 | Mejor actor en película española | Balada triste de trompeta | Ganador   |
| 2018 | Mejor actor en película española | El reino                  | Ganador   |

Premios Feroz
| Año  | Categoría                | Película              | Resultado |
| ---- | ------------------------ | --------------------- | --------- |
| 2013 | Mejor actor protagonista | Caníbal               | Ganador   |
| 2014 | Mejor actor de reparto   | La isla mínima        | Nominado  |
| 2016 | Mejor actor protagonista | Tarde para la ira     | Nominado  |
| 2017 | Mejor actor protagonista | Abracadabra           | Nominado  |
| 2017 | Mejor actor de reparto   | El autor              | Nominado  |
| 2019 | Mejor actor protagonista | El reino              | Ganador   |
| 2020 | Mejor actor protagonista | La trinchera infinita | Nominado  |
| 2025 | Mejor actor protagonista | Los destellos         | Nominado  |

Premios Turia
| Año  | Categoría   | Película                  | Resultado |
| ---- | ----------- | ------------------------- | --------- |
| 2011 | Mejor actor | Balada triste de trompeta | Ganador   |

Festival de Cine de España de Toulouse
| Año  | Categoría                      | Película            | Resultado |
| ---- | ------------------------------ | ------------------- | --------- |
| 2006 | Mejor interpretación masculina | AzulOscuroCasiNegro | Ganador   |

Festival de Cine de Comedia de Montecarlo
| Año  | Categoría                       | Película | Resultado |
| ---- | ------------------------------- | -------- | --------- |
| 2009 | Mejor actor (Premio del Jurado) | Gordos   | Ganador   |

Festival Ibérico de Cine de Badajoz
| Año  | Categoría   | Película   | Resultado |
| ---- | ----------- | ---------- | --------- |
| 2004 | Mejor actor | Profilaxis | Ganador   |

Premios de la Asociación de Escritoras y Escritores Cinematográficos de Andalucía (ASECAN)
| Año  | Categoría                    | Película                  | Resultado |
| ---- | ---------------------------- | ------------------------- | --------- |
| 2010 | Mejor actor del cine andaluz | Gordos                    | Ganador   |
| 2011 | Mejor actor del cine andaluz | Balada triste de trompeta | Ganador   |

Certamen Nacional de Cortometrajes de Mula
| Año  | Categoría   | Película   | Resultado |
| ---- | ----------- | ---------- | --------- |
| 2004 | Mejor actor | Profilaxis | Ganador   |

Festival de Cine y Vídeo Latinoamericano de Buenos Aires
| Año  | Categoría                   | Película   | Resultado |
| ---- | --------------------------- | ---------- | --------- |
| 2003 | Mejor actor en cortometraje | Profilaxis | Ganador   |

Certamen Internacional de Cortos Ciudad de Soria
| Año  | Categoría                      | Película   | Resultado |
| ---- | ------------------------------ | ---------- | --------- |
| 2003 | Mejor interpretación masculina | Profilaxis | Ganador   |

Festival de Cine Europeo de Sevilla
| Año  | Categoría                                | Resultado |
| ---- | ---------------------------------------- | --------- |
| 2009 | Premio RTVA a la Trayectoria Profesional | Ganador   |

Premios Platino
| Año  | Categoría                      | Película | Resultado |
| ---- | ------------------------------ | -------- | --------- |
| 2014 | Mejor Interpretación Masculina | Caníbal  | Nominado  |
| 2019 | Mejor Interpretación Masculina | El reino | Ganador   |

Premios José María Forqué
| Año  | Categoría                      | Película | Resultado |
| ---- | ------------------------------ | -------- | --------- |
| 2013 | Mejor interpretación masculina | Caníbal  | Nominado  |
| 2012 | Mejor interpretación masculina | Grupo 7  | Nominado  |
| 2019 | Mejor interpretación masculina | El reino | Ganador   |

Premios Mestre Mateo
| Año  | Categoría                                 | Película | Resultado |
| ---- | ----------------------------------------- | -------- | --------- |
| 2012 | Mejor interpretación masculina de reparto | Invasor  | Nominado  |